# Earl Thomson (Leichtathlet)

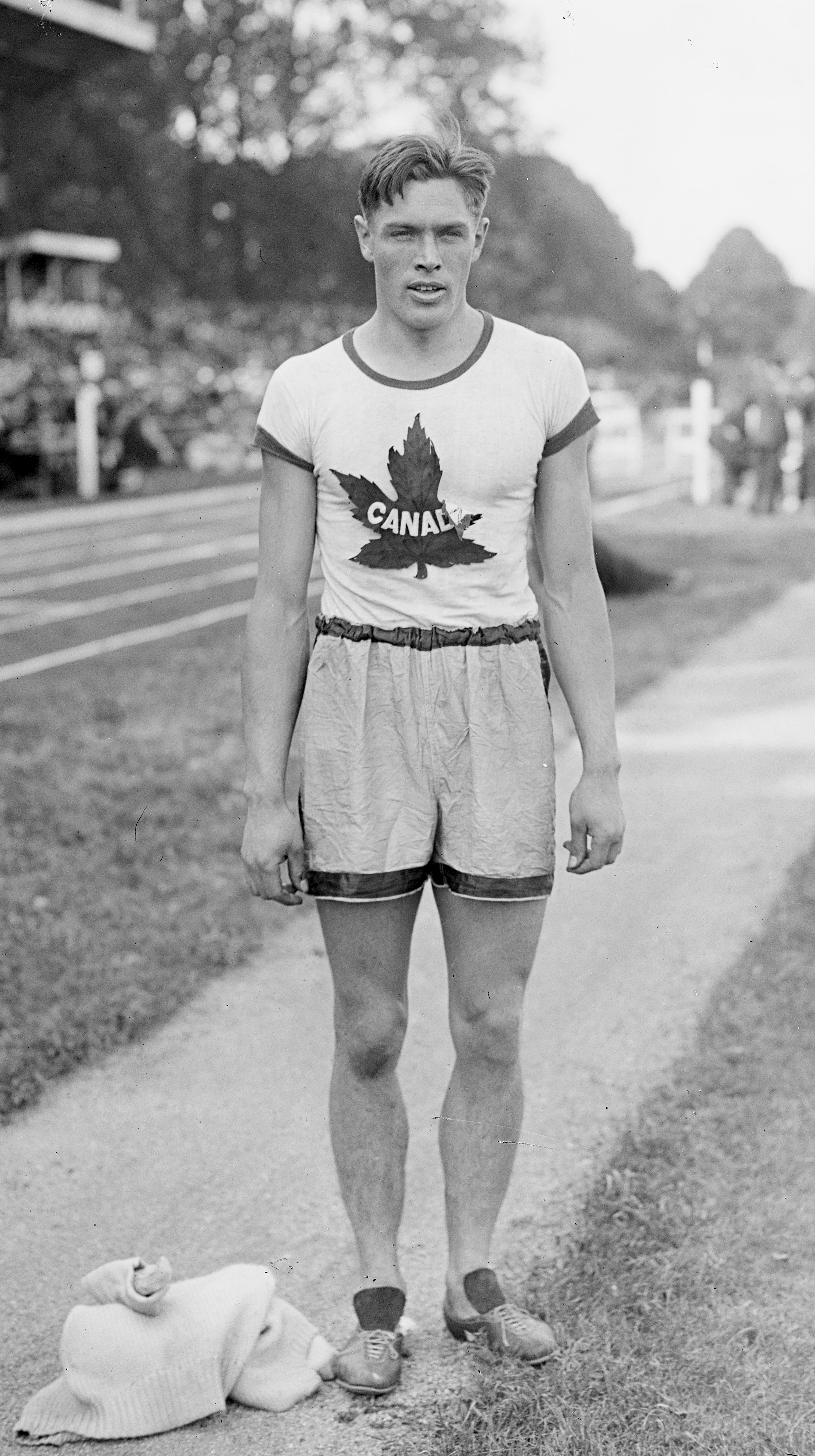
Earl Thomson 1920

Earl John „Tommy“ Thomson (* 15. Februar 1895 in Birch Hills, Saskatchewan; † 19. April 1971 in Oceanside, Kalifornien) war ein kanadischer Leichtathlet und Olympiasieger.
Die Familie von Thomson war nach Kalifornien gezogen, als Earl acht Jahre alt war. Sie hatte aber die kanadische Staatsangehörigkeit beibehalten, so dass der AAU-Meister des Jahres 1918 (auf der 120-Yards-Distanz) bei den Olympischen Spielen 1920 für Kanada im 110-Meter-Hürdenlauf antreten konnte.
Thomson war favorisiert, nachdem er am 29. Mai 1920 in Philadelphia mit 14,4 s einen Weltrekord im 120-Yards-Hürdenlauf aufgestellt hatte. Diese Zeit war sechs Zehntelsekunden besser als der Weltrekord von Forrest Smithson auf der metrischen Strecke, die nur 27 Zentimeter länger ist. Dieser Weltrekord wurde erst 1931 unterboten.
Schon im 110-Meter-Zwischenlauf der Olympischen Spiele egalisierten Thomson und der US-Amerikaner Harold Barron den Weltrekord von 15,0 s. Das Finale gewann dann Thomson in neuem Weltrekord von 14,8 s vor Barron in 15,0 s.
Thomson wurde 1921 und 1922 erneut AAU-Meister und trat dann vom Leistungssport zurück. Thomson war später 36 Jahre lang Leichtathletiktrainer an der US-Marineakademie in Annapolis.